# SoftBank 822T
SoftBank 822T（ソフトバンク822T）、東芝が開発しソフトバンクモバイルが販売していたW-CDMA通信方式の携帯電話端末である。2008年2月29日発売。

## 主な機能・サービス
| 主な対応サービス         | 主な対応サービス       | 主な対応サービス     | 主な対応サービス |
| ------------------------ | ---------------------- | -------------------- | ---------------- |
| S!一斉トーク             | S!ともだち状況         | Yahoo!mocoa          |                  |
| S!ループ                 | S!タウン               | S!速報ニュース       |                  |
| PCサイトブラウザ         | 電子コミック           | S!アプリ             |                  |
| 着うたフル／着うた       | デコレメール           | S!電話帳バックアップ |                  |
| S!FeliCa                 | S!ミュージックコネクト | S!GPSナビ            |                  |
| コンテンツおすすめメール | TVコール               | 国際ローミング       |                  |
| ワンセグ                 | 3G ハイスピード        | S!おなじみ操作       |                  |

## 特徴
今までのソフトバンクでは見られなかった防水ケータイで、IPX5、IPN7相当の防水機能を搭載している。しかし、2008年夏にSoftBank 824SHとSoftBank 823Pが発売され822Tの防水ケータイの存在が薄くなり、カタログのウォータープルフラインアップに一緒に載ることも今までない。また、ワンセグ機能はない。